# Austrumi
Austrumi
Austrumi este o distribuție de Linux bazată pe Slackware.